# Quem Foi Que Disse Que Eu Não Faço Samba...
Quem Foi Que Disse Que Eu Não Faço Samba... é um  EP de Erasmo Carlos dedicado ao samba e ao samba-rock, que foi lançado no dia 20 de dezembro de 2019. O álbum contém canções compostas por Erasmo, algumas que não haviam sido gravadas por ele.

## História
Artista associado ao rock and roll, Erasmo afirma que seu interesse pela bossa nova, se deu na mesma época em que passou a ouvir o ritmo norte-americano.
Em 1959, quando Roberto Carlos era um crooner na Boate Plaza e era influenciado por João Gilberto, Erasmo compôs a canção Maria e o Samba, nunca antes gravada. Outras canções presente no EP são: 
Samba da Preguiça, parceria com Roberto Carlos, para um show de Nara Leão em 1972, na Boate Flag, que por pouco não foi gravada com produção de Dom Salvador, mas que chegou a ser gravada pelo Trio Mocotó.
Moço, composto como Roberto Carlos para a trilha sonora da telenovela O Bofe de 1972, gravada por Betinho.
A história da morena nua que abalou as estruturas do esplendor do Carnaval, parceria de Erasmo com Max de Castro, gravada por Castro no álbum Orchestra Klaxon de 2002.
Sem anjo na multidão, composição de Erasmo gravada pelo grupo de samba-rock Clube do Balanço em 2004.
Mané João, parceria com Roberto Carlos de 1972, definida por Erasmo como um forrock (forró + rock), mas associada como samba-rock.
Toque o Balanço, um sambalanço gravado por Elza Soares, Samba da Preguiça, cantada em shows por Nara Leão e gravada pelo Trio Mocotó.

## Faixas
| N.º | Título                                                                         | Compositor(es)                                                 | Duração |  |
| 1.  | "A História da Morena Nua Que Abalou As Estruturas do Esplendor do Carnaval"   | Erasmo Carlos e Max de Castro                                  | 4:00    |  |
| 2.  | "Maria e o Samba"                                                              | E. Carlos                                                      | 3:14    |  |
| 3.  | "Sem Anjo Na Multidão"                                                         | E. Carlos                                                      | 3:17    |  |
| 4.  | "Moço"                                                                         | E. Carlos e Roberto Carlos                                     | 3:49    |  |
| 5.  | "Mané João"                                                                    | E. Carlos                                                      | 2:54    |  |
| 6.  | "Samba Rock"                                                                   | Billy Moore, Johnny Brandford e Reg Simpson, versão: E. Carlos | 3:02    |  |
| 7.  | "Pot-Pourri: O Menino e a Rosa / Toque Balanço, Moço! / Samba Na Palma da Mão" | E. Carlos e R. Carlos                                          | 3:51    |  |
| 8.  | "Samba da Preguiça"                                                            | E. Carlos                                                      | 2:08    |  |